# Hamide Bıkçın Tosun
Hamide Bıkçın Tosun, född 24 januari 1978, är en turkisk taekwondoutövare. Hon tog en bronsmedalj i 57 kilos-klassen vid olympiska sommarspelen 2000 i Sydney. Tosun har även vunnit världsmästerskapen 1995 och Europamästerskapen 2000.